# Musée des Terre-Neuvas et de la pêche
Le musée des Terre-Neuvas et de la Pêche est un ancien espace muséal situé face à la mer à Fécamp (Seine-Maritime) inauguré en 1988 et fermé en 2012. Ses collections ont été regroupées au sein du nouveau musée de Fécamp, Les Pêcheries depuis décembre 2017. Il a le label Musée de France.

## Historique
Institué par délibération du conseil municipal de Fécamp du 25 juillet 1986, il a été inauguré le 3 juillet 1988, dans un bâtiment neuf conçu par l’architecte Fernand Denis.
Alors en pleine crise de la pêche morutière (le dernier grand chalutier morutier, le Dauphin, est désarmé en 1987), la création du musée était très attendue par les anciens marins terre-neuvas, comme l’outil de mémoire nécessaire pour ne pas oublier cette activité majeure de la cité, et pour rendre l’hommage dû à tous ceux qui ont laissé leur vie sur les bancs de Terre-Neuve. Jean Recher, ancien capitaine de Grande pêche de Fécamp et auteur du Grand métier (1977) participa activement à sa création.
Riche de nombreuses maquettes anciennes, et notamment d'une collection unique de maquettes de chantier des grands chalutiers morutiers, le musée possède également une exceptionnelle collection de peinture de marine.
S'il présente principalement la grande aventure des marins de Fécamp qui partaient pour de longs mois pêcher la morue dans les eaux glaciales de Terre-Neuve, il évoque aussi la pêche harenguière, qui fut une activité majeure du port de Fécamp depuis le Moyen Âge. Au gré de maquettes, des tableaux, d'outillage maritime et de la vie quotidienne, il permet de découvrir l'histoire des marins fécampois.
C'est un espace de conservation de la mémoire collective qui mène des recherches historiques, notamment sur la grande pêche morutière, et qui propose d'importantes expositions temporaires.
Après 24 ans d’existence, et avoir reçu plus d’un million de visiteurs, le musée des Terre-Neuvas a fermé ses portes le 31 décembre 2012 pour préparer son transfert vers le musée des Pêcheries, situé quai Capitaine-Jean-Recher, au cœur du port, où plus de collections seront présentées.

## Sections du musée
1. Les précurseurs : des Vikings aux morutiers
2. La pêche morutière : voiliers et doris
3. La construction navale : charpentiers de marine
4. Yport et les caïques : pêcheurs sans port
5. La pêche harenguière : dundee et drifters
6. La pêche morutière : les chalutiers modernes
7. Le port et la plage : paysage et société
8. Le sauvetage en mer : des héros modestes

## Principales publications
Le musée a organisé de nombreuses expositions temporaires, doublées d'un catalogue scientifique, qui ont fait date dans l’histoire maritime, notamment :
- La Plage & le Port retrouvés, en 1994
- De Flanelle et de toile, les Costumes de Marins Pêcheurs, en 1995
- Louis Garneray, Pêche à la Morue, Pêche au Hareng, en 2000
- Doris / doris, en 2002
- Femmes de marins, en 2003

## CaïqueNotre-Dame de Bonsecours

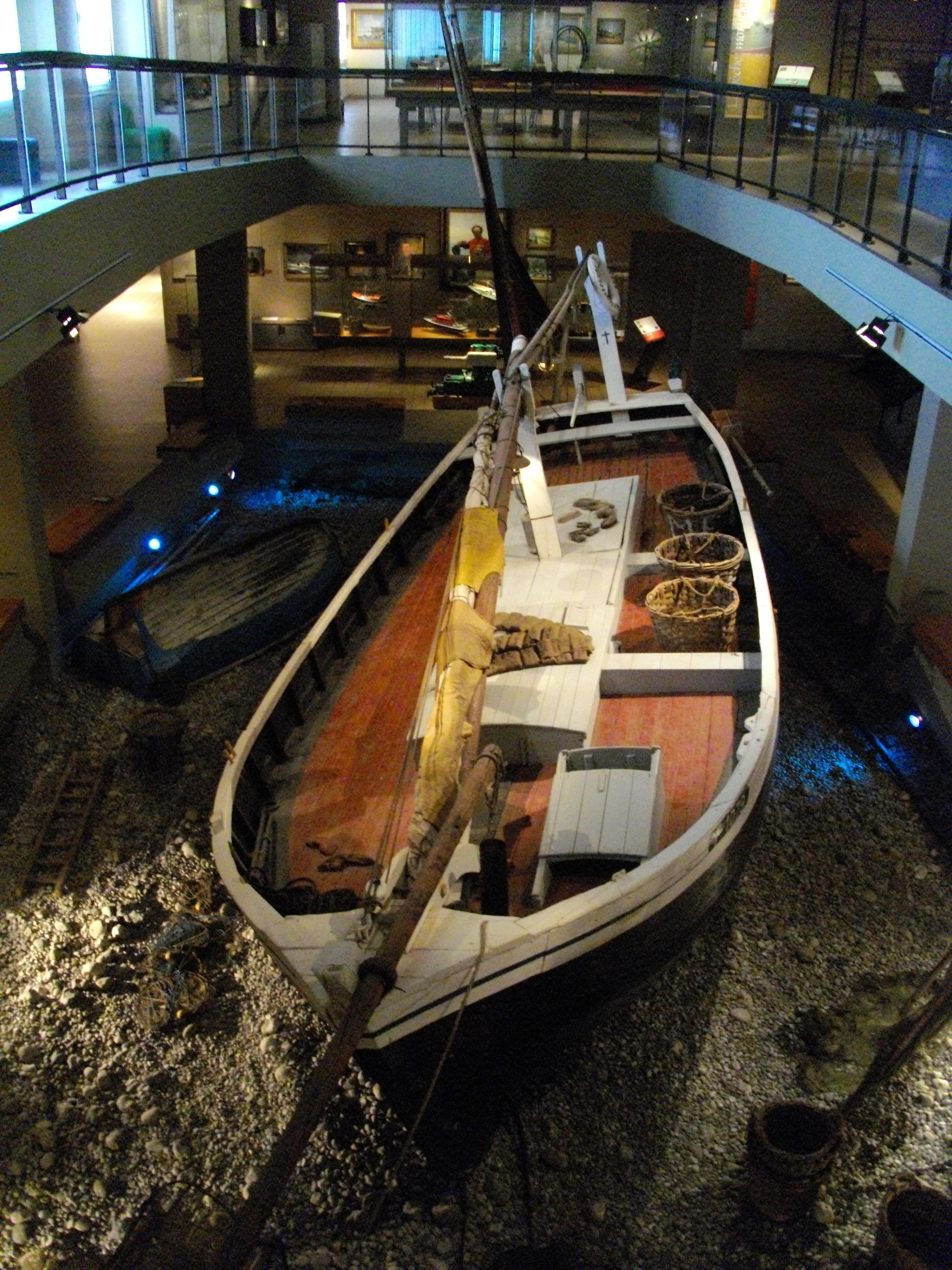
Notre-Dame de Bonsecours.

La caïque Notre-Dame de Bonsecours est présentée au centre du musée.
Les pêcheurs d'Yport se servaient d'un type de bateau qui, bien que portant le même nom qu'une barque turque, le « caïque », en est fondamentalement différent du point de vue structurel. Cette construction de coque à bordage à clin, héritage de la construction viking, était adaptée à l'échouage sur les galets.
La caïque Notre-Dame de Bonsecours a été construite en 1948 sur le chantier naval Jouan-Fiquet à Fécamp, pour le patron-pêcheur yportais Marcel Ebran. Elle servait essentiellement pour la pêche aux lignes du hareng et du maquereau et se rendait aux abords de l'île de Wight en 10 heures.
Elle a été transformée pour la plaisance en 1973, puis acquise en 1984 par la Ville de Fécamp avec la participation du Fonds régional d'acquisition pour les musées. Une restauration lui a redonné son aspect d'origine ainsi qu'un gréement traditionnel.
Caractéristiques:
- Longueur =  9,48 m
- Largeur = 3,88 m
- Poids = 9,28 tonneaux (jauge brute) - 2,58 (jauge nette)
- Équipage = 7 hommes
- Gréement = deux-mâts redressables (un grand-mât et un mât de tapecul)
- Motorisation = moteur diesel Lesouef (à l'origine) puis Baudouin

## Un musée en devenir
Le projet d'installation du musée dans l'ancienne sécherie des pêcheries de Fécamp est réalisé entre 2012 et 2017. Il a comme objectif une nouvelle présentation des collections maritimes, enrichies de nombreuses dotations de particuliers, associées aux riches collections municipales d'art, d'histoire et de l'enfance.

## Collaborations
L'histoire et le patrimoine des Terre-Neuvas ont été mis en valeur à l'occasion de l'exposition collaborative Terre-Neuve, Terre-Neuvas organisée au musée de Bretagne du 10 octobre 2013 au 9 novembre 2014, en co-production avec le musée d'Art et d'Histoire de Saint-Brieuc, le musée d’Histoire de la Ville et du Pays Malouin et le musée d'Art et d'Histoire de Granville. Cette exposition de grande envergure, labellisée d'intérêt national, retraçait l'épopée des pêcheurs de morue, ainsi que la vie de ceux qui restaient à terre. 